# Тур де ла Дром
Тур де ла Дром (фр. Tour de la Drôme) — женская шоссейная многодневная велогонка, проходившая по территории Франции с 1986 по 2006 год.

## История
Гонка была создана в 1986 году и за последующие 20 лет своей истории не проводилась всего 4 раза.
Изначально она была международной и имела категорию 2.2. В первой половине 2000-х годов проводилась в рамках национального календаря. И лишь последнее издание в 2006 снова было проведено как международно.
Гонка проводилась изначально в мае, а с 1997 года переместилась на июнь. Её маршрут проходил в департаменте Дром и состоял от 5 до 7 этапов.
Рекордсменом по победам является знаменитая французская велогонщица Жанни Лонго. На её счету 5 побед, из которых 4 подряд.

## Призёры
| Год                     | Победитель     | Второй                 | Третий                 |
| ----------------------- | -------------- | ---------------------- | ---------------------- |
| 1986                    | Жанни Лонго    | Сесиль Оден            | Дэни Боннорон          |
| 1987                    | Жанни Лонго    | Сесиль Оден            | Хайди Ираткабал        |
| 1988                    | Жанни Лонго    | Данута Банкайтис-Дэвис | Сесиль Оден            |
| 1989                    | Жанни Лонго    | Сесиль Оден            | Мариа Канинс           |
| 1990                    | Мариа Канинс   | Наталья Мелёхина       | Карина Скиббю          |
| 1991                    | Марион Клинье  | Катрин Марсаль         | Дайва Чепелене         |
| 1992-1994не проводилась |                |                        |                        |
| 1995                    | Жанни Лонго    | Фани Лекорто           | Шанталь Докур          |
| 1996                    | Элизабет Тадич | Лоранс Рестуан         | Беатрис Роже           |
| 1997                    | Дельфин Безиль | Элизабет Шеван-Брюнель | Алин Камбулив          |
| 1998                    | Лоренс Лебуше  | Марсия Эйхер           | Шанталь Докур          |
| 1999                    | Шанталь Докур  | Приска Доппман         | Сандра Темпорелли      |
| 2000не проводилась      |                |                        |                        |
| 2001                    | Магали Ле Флок | Лоранс Рестуан         | Сильви Ридл            |
| 2002                    | Трикси Воррак  | Жанни Лонго            | Алин Камбулив          |
| 2003                    | Тина Либих     | Кристиана Зёдер        | Сюзанна Бейер          |
| 2004                    | Тереза Сенфф   | Приска Доппман         | Марина Жонатр          |
| 2005                    | Приска Доппман | Сара Граб              | Кристиана Зёдер        |
| 2006                    | Беатрис Тома   | Лиана Бахлер           | Элизабет Шеван-Брюнель |